# Stepànovka (Oriol)
|  | Per a altres significats, vegeu «Stepànovka». |

Stepànovka (en rus: Степановка) és un poble de l'óblast d'Oriol, a Rússia, segons el cens del 2010 no tenia cap habitant. Pertany al districte municipal de Verkhóvie.